# Steha
Steha (franska: Steha (CR), Steha (Commune Rurale), arabiska: اسطيحة) är en kommun i Marocko.   Den ligger i provinsen Chefchaouen och regionen Tanger-Tétouan-Al Hoceïma, i den nordöstra delen av landet, 220 km nordost om huvudstaden Rabat. Antalet invånare är 10 637.